# Ghajar
Ghajar, al-Ghajar of Radjar (Arabisch: غجر, Hebreeuws: ע'ג'ר or רג'ר) is een dorp op de grens van Libanon en de Golanhoogten gelegen aan de rivier de Hasbani. Het dorp heeft ongeveer 2.000 inwoners, bijna allemaal Alawieten. De oorspronkelijke naam van het dorp was Taranjeh. Die naam werd 300 jaar geleden door Koerden veranderd in Ghajar.

## Onder Israëlisch bezetting
Ten tijde van de Zesdaagse Oorlog in 1967 behoorde het dorp bij Syrië, de inwoners waren opgenomen in de Syrische volkstelling van 1960. Nadat Israël de Golanhoogten in 1967 veroverde bleef Ghajar geruime tijd niemandsland. Na de annexatie van de Golanhoogvlakte door Israël in 1981, een actie die door de VN met Resolutie  497 illegaal werd verklaard, werd het dorp bestuurlijk bij het Israëlische district Noord ondergebracht. De inwoners kregen een Israëlische identiteitskaart.
In 1978 had Israël gedurende de Libanese Burgeroorlog Zuid-Libanon bezet. Nadat de Verenigde Naties in 2000 de 'Blauwe lijn' tussen Libanon en de Golanhoogten midden door Ghajar had getrokken bleef Israël het dorp bezetten. In 2010 trok het zich terug uit het noordelijke deel, waarna de Blauwe lijn als grens ging fungeren.
Families worden door de Blauwe Lijn gescheiden. De school en gemeentelijke gebouwen bevinden zich in het zuidelijke deel. De meeste inwoners beschouwen zich als Syriërs, maar veel van hen hebben een Israëlisch burgerschap. De meerderheid is tegen Libanese bemoeienis.